# Louis Auguste Le Tonnelier de Breteuil
Pour les articles homonymes, voir Famille Le Tonnelier de Breteuil et Breteuil.
Louis Charles Auguste Le Tonnelier, baron de Breteuil, baron de Preuilly, né à Azay-le-Ferron (Indre) le 7 mars 1730 et mort à Paris le 2 novembre 1807, est un diplomate et homme politique français.

## Biographie

### Famille
Louis Auguste Le Tonnelier de Breteuil est le fils de Charles Auguste Le Tonnelier de Breteuil (1701-1731) et de Marie Anne Françoise Goujon de Gasville (1714-1753), le petit-fils de Louis Nicolas Le Tonnelier de Breteuil (1648-1728), introducteur des ambassadeurs du roi Louis XIV, et de Jean-Prosper Goujon de Gasville (1684-1756), intendant de la généralité de Rouen de 1715 à 1732. Il est aussi le neveu de la célèbre intellectuelle Gabrielle Émilie Le Tonnelier de Breteuil et de son frère l'abbé Élisabeth-Théodose Le Tonnelier de Breteuil.
Le baron de Breteuil reçoit une excellente éducation à Paris.
Il s'engage dans l'armée où il sert avec le grade de guidon de gendarmerie durant la guerre de Sept Ans.
Le 24 janvier 1752, il épouse Françoise Philiberte Jérôme Parat de Montgeron (1737-1765), sœur de Louis Pierre Parat de Chalandray et belle-sœur du ministre Pierre Étienne Bourgeois de Boynes.
Le couple a une fille unique, Angélique-Marie Élisabeth Émilie Le Tonnelier de Breteuil (1757-1833), mariée en 1772 avec le comte Louis Charles Auguste de Goyon de Matignon (1755-1773), dernier descendant mâle des maréchaux de Goyon de Matignon, comte de Gacé.
De leur mariage naît une fille, Anne Louise Caroline de Goyon de Matignon, comtesse de Gacé, duchesse de Montmorency (1774-1846), mariée en 1788 à Anne Charles François, duc de Montmorency (1768-1846).
Mme de Matignon se faisait remarquer par ses toilettes recherchées et avait pris un abonnement chez Rose Bertin, marchande de modes, pour changer de pouf tous les soirs [source?]. La comtesse de Matignon payait à son coiffeur Baulard 24 000 livres par an pour lui faire un nouveau dessin de perruque chaque jour de la semaine.

### Carrière diplomatique
Breteuil sert avec distinction dans la diplomatie royale. Il est d'abord ministre plénipotentiaire auprès de Clément-Auguste de Bavière, archevêque-électeur de Cologne (1758) puis fut ambassadeur en Russie (1760) auprès d'Élisabeth Ire puis de Catherine II. Il sait diplomatiquement être absent lors de la révolution de palais qui porte cette dernière sur le trône. Il quitte la Russie en 1763.
Ambassadeur en Suède de 1763 à 1766, il sait se faire apprécier par le Roi Gustave III et défendre les intérêts de la France dans un grave conflit opposant deux factions de la Diète. Mais il demande son rappel en 1766.

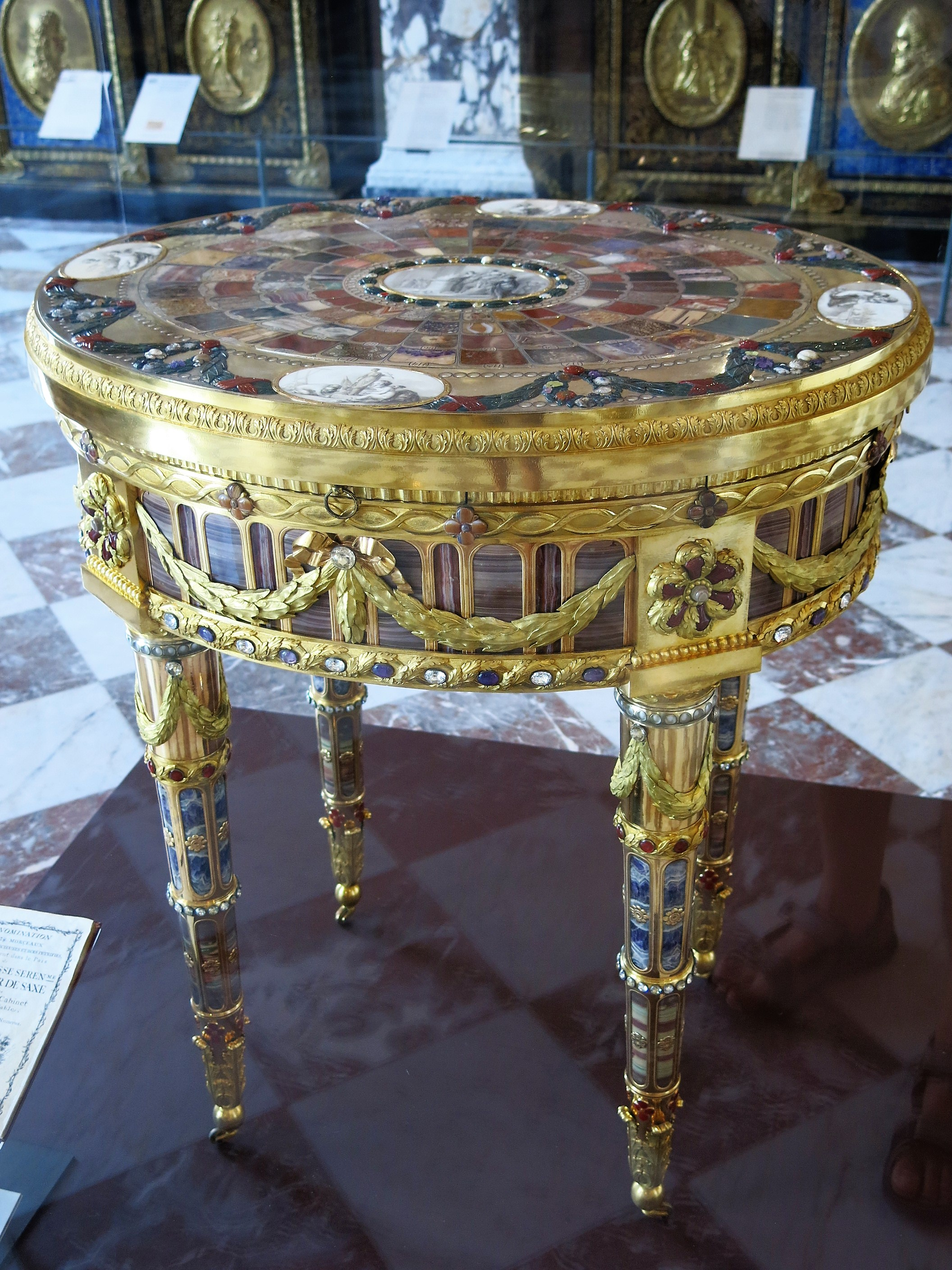
La table de Teschen.

Il est ensuite envoyé à Vienne, puis à Naples, puis de nouveau à Vienne. Il est, au nom de Louis XVI, médiateur durant la guerre de Succession de Bavière qui, après la mort de l'électeur Maximilien III Joseph de Bavière décédé sans postérité, opposait la Prusse et l'Autriche et est l'acteur principal de la négociation du traité de paix de Teschen, signé le 13 mai 1779, qui permet de résoudre ce différend.
Pour le remercier, Frédéric-Auguste III, électeur de Saxe et cousin germain du roi Louis XVI de France, fait élaborer et lui offre la très belle table de Teschen aujourd'hui au Louvre, ainsi que deux tableaux tirés de sa collection personnelle, peints par Christian Wilhelm Ernest Dietrich.
De 1775 à 1780, il remplace à Vienne le cardinal de Rohan.
Beaucoup, dans la haute société viennoise, regrettent le cardinal. Cela marque le début d'une hostilité entre les deux hommes qui va se révéler de grande conséquence.
En 1780, il accepte alors d’être grand viguier d’Andorre. En prenant ce poste que toutes les personnalités refusaient, il évite alors à cette principauté d’être rattachée à Pampelune et sauve ainsi son indépendance.[réf. souhaitée]

### Ministre de la Maison du roi
Le baron de Breteuil revient en France en 1783 et est nommé ministre de la Maison du roi et de Paris.
En 1784, il est chargé, avec le contrôleur général des finances, Charles-Alexandre de Calonne, de négocier avec le duc d'Orléans le rachat par Louis XVI du domaine de Saint-Cloud. En récompense, le baron est chargé de l'administration du domaine et s'installe au pavillon du Mail, qu'on appela désormais le pavillon de Breteuil et qui existe toujours à Sèvres.
C'est lui qui fait arrêter son ennemi le cardinal de Rohan, impliqué dans l'affaire du collier de la reine. Sa loyauté à la reine dans un moment difficile lui vaut la reconnaissance de Louis XVI, mais il sous-estime l'antipathie de l'opinion à l'égard de Marie-Antoinette, que la brutale partialité avec laquelle il traite le cardinal de Rohan ne fit que renforcer.
En tant que ministre de Paris, il se montre éclairé et généreux et prépare d'importantes réformes dans les hôpitaux et les prisons, notamment pour améliorer la condition des prisonniers. Il fait démolir les maisons situées sur les ponts et le quai de Gesvres, et c'est grâce à lui que sont conservés les bas-reliefs de Jean Goujon, qui décorent la fontaine du marché des Innocents, à Paris. Il protège les arts et les gens de lettres.
Membre de l'Académie des sciences le 11 décembre 1785, il intercède auprès du Roi pour que Jean-Dominique Cassini (Cassini IV) obtienne les fonds nécessaires à l'équipement de l'Observatoire de Paris en nouveaux instruments.
Il est nommé gouverneur de Maubeuge le 13 janvier 1788. Mais il ne viendra jamais à Maubeuge.
En raison d'un désaccord avec Calonne, le baron de Breteuil démissionne de ses fonctions le 24 juillet 1788 et se retire dans sa demeure.

### Sous la Révolution
Ayant conservé la confiance du roi, le baron de Breteuil est consulté par celui-ci sur l'évolution de la situation à la veille de la Révolution française.
Il s'oppose à la convocation des états généraux et conseille à Louis XVI une série de mesures répressives énergiques pour venir à bout de l'agitation de juin et juillet 1789.
Lors du renvoi de Jacques Necker et des ministres libéraux le 11 juillet 1789, Louis XVI nomme le baron de Breteuil pour lui succéder comme principal ministre, cent heures à peine avant la prise de la Bastille.
Dès le 16 juillet, Louis XVI doit toutefois rappeler Necker et Breteuil émigre le 17 ou 18 juillet 1789 en Allemagne, puis en Suisse.
Retiré à Soleure (encore siège de l'ambassade de France de 1789 à 1792), il reçoit en novembre 1790 une lettre de Louis XVI lui donnant pouvoir pour « traiter avec les cours étrangères et proposer en son nom toutes les mesures qui pourraient tendre à rétablir l'autorité royale et la tranquillité intérieure dans le royaume ». Mais, dans cette entreprise, il entre inévitablement en conflit avec la diplomatie des Princes et de leur principal conseil, son vieux rival Calonne. À Soleure, il fait établir en 1791 un chemin pittoresque dans les gorges de Sainte-Vérène. Une plaque gravée y perpétue son souvenir.
Après l'échec de la fuite de la famille royale, qu'il a contribué à préparer avec la cour de Suède, Breteuil reçoit de Louis XVI l'ordre de pacifier ses relations avec les princes. Mais sa méfiance à l'égard des frères du roi — le comte de Provence et le comte d'Artois — et sa défense des prérogatives royales, bien que justifiées à certains égards, paraissent aux yeux des souverains étrangers comme la preuve des dissensions internes à la famille royale, dont ils prennent prétexte pour ne pas intervenir en France.
Breteuil est l'objet d'attaques violentes de la part de l'entourage des princes, selon lequel il cherche à faire usage de pouvoirs expressément révoqués par Louis XVI. Après l'exécution de Marie-Antoinette, Breteuil s'incline et se retire à Hambourg.
Il regagne la France en 1802. À son retour, il tente, mais sans succès, d'obtenir la restitution du pavillon de Breteuil, devenu bien national. Vivant dans un grand dénuement, il n'est sauvé de la misère que par l'héritage d'une cousine : par testament, la marquise de Créquy lui laissa son château de Montflaux à Saint-Denis-de-Gastines. Il meurt en 1807.

### Publications
Il a laissé des Mémoires, publiés en 1859.

### Portraits
Jean Laurent Mosnier a peint de lui plusieurs portraits, l'un conservé au Musée du Louvre, l'autre, en buste et de dimensions moins grandes, passé en vente à Paris le 3 juin 2022. Un portrait de lui  de Mosnier de forme ovale portant l'ordre de Saint Hubert est conservé dans la de Bothuri B collection.